# اینو ساستاموینن
اینو ساستاموینن (فنلاندی: Eino Saastamoinen؛ ۹ اکتبر ۱۸۸۷ – ۴ دسامبر ۱۹۴۶) ژیمناست هنری اهل فنلاند بود.
وی در مسابقات کشوری و بین‌المللی در مجموع برندهٔ ۱ مدال نقره شده‌است.